# Sindicato Labrego Galego
O Sindicato Labrego Galego - Comissões Labregas é um sindicato nacionalista galego de labregos. A sua sede central é em Santiago de Compostela.